# UFC 265
 (octobre 2021).
La mise en forme du texte ne suit pas les recommandations de Wikipédia : il faut le « wikifier ».
Les points d'amélioration suivants sont les cas les plus fréquents :
- Les titres sont pré-formatés par le logiciel. Ils ne sont ni en capitales, ni en gras.
- Le texte ne doit pas être écrit en capitales (les noms de famille non plus), ni en gras, ni en italique, ni en « petit »…
- Le gras n'est utilisé que pour surligner le titre de l'article dans l'introduction, une seule fois.
- L'italique est rarement utilisé : mots en langue étrangère, titres d'œuvres, noms de bateaux, etc.
- Les citations ne sont pas en italique mais en corps de texte normal. Elles sont entourées par des guillemets français : « et ».
- Les listes à puces sont à éviter, des paragraphes rédigés étant largement préférés. Les tableaux sont à réserver à la présentation de données structurées (résultats, etc.).
- Les appels de note de bas de page (petits chiffres en exposant, introduits par l'outil «  Source ») sont à placer entre la fin de phrase et le point final[comme ça].
- Les liens internes (vers d'autres articles de Wikipédia) sont à choisir avec parcimonie. Créez des liens vers des articles approfondissant le sujet. Les termes génériques sans rapport avec le sujet sont à éviter, ainsi que les répétitions de liens vers un même terme.
- Les liens externes sont à placer uniquement dans une section « Liens externes », à la fin de l'article. Ces liens sont à choisir avec parcimonie suivant les règles définies. Si un lien sert de source à l'article, son insertion dans le texte est à faire par les notes de bas de page.
- La présentation des références doit suivre les conventions bibliographiques. Il est recommandé d'utiliser les modèles {{Ouvrage}}, {{Chapitre}}, {{Article}}, {{Lien web}} et/ou {{Bibliographie}}. Le mode d'édition visuel peut mettre en forme automatiquement les références.
- Insérer une infobox (cadre d'informations à droite) n'est pas obligatoire pour parachever la mise en page.

Pour une aide détaillée, merci de consulter Aide:Wikification.
Si vous pensez que ces points ont été résolus, vous pouvez retirer ce bandeau et améliorer la mise en forme d'un autre article.
UFC 265: Lewis vs. Gane est un événement d'arts martiaux mixtes produit par l'Ultimate Fighting Championship qui a eu lieu le 7 août 2021 au Toyota Center de Houston, Texas, États-Unis.

## Contexte
L'événement devait être à l'origine la première défense de titre du champion actuel des poids lourds de l'UFC, Francis Ngannou contre Derrick Lewis. En raison de l'indisponibilité en août 2021 de Ngannou, un combat intérimaire pour le championnat des poids lourds de l'UFC entre l'ancien challenger pour le titre Derrick Lewis et Ciryl Gane  est organisé,.
Un combat de championnat des poids coq féminin de l'UFC entre la championne actuelle Amanda Nunes (également la championne actuelle des poids plumes de l'UFC ) et Julianna Peña  devait également avoir lieu lors de cet événement. Cependant, le 29 juillet, le combat est annulé en raison du test positif de Nunes au COVID-19 . Le combat est reporté à une date ultérieure.
Johnny Muñoz et Jamey Simmons devaient se rencontrer dans un combat de poids coq à l' UFC 261, mais Simmons s'est retiré pour des raisons qui n'ont pas été communiquées. Le combat s'est déroulé lors de cet événement.
Un combat de poids moyen entre Uriah Hall et Sean Strickland devait avoir lieu lors de cet événement. Il a cependant été déplacé à la semaine précédente.
Un combat revanche dans la catégorie des poids paille entre Tecia Torres et  Angela Hill, s'est déroulé lors de cet événement. Les deux combattantes s'étaient déjà rencontrées lors de  l' UFC 188 en juin 2015. Torres avait alors gagné par décision unanime. Le match revanche devait initialement avoir lieu en décembre 2020 lors de l' UFC 256, mais Hill a été testé positif au COVID-19 au cours de la semaine précédant l'événement, annulant ainsi le combat.
Un combat de poids coq entre Miles Johns et Anderson dos Santos a également eu lieu lors de cet événement,.
Lors de la pesée, l'ancien champion des poids coq Rizin Manel Kape a été pesé à 129 livres, soit trois livres au-dessus de la limite autorisé. Son combat s'est déroulé en catchweight. Son adversaire Ode' Osbourne a récupéré 20 % de sa bourse.

## Résultats[15]

### Carte principale
Combat poids lourd : Ciryl Gane bat Derrick Lewis au 3e round (TKO, poings). Champion des poids lourds intérimaire.
Combat poids coq : José Aldo bat Pedro Munhoz par décision unanime (30-27, 30-27, 30-27).
Combat poids moyen : Vicente Luque bat Michael Chiesa au 1er round (soumission, D'Arce choke)
Combat poids paille : Tecia Torres bat Angela Hill par décision unanime (30-27-30-27, 29-28)
Combat poids coq : Song Yadong bat Casey Kenney par décision partagée (28-29, 29-28, 30-27)

### Carte préliminaire
Combat poids léger : Rafael Fiziev bat Bobby Green par décision unanime (30-27, 29-28, 29-28)
Combat poids coq : Vince Morales bat Drako Rodriguez par décision unanime (30-27, 29-28, 29-28)
Combat lourd léger : Alonzo Menifield bat Ed Herman par décision unanime (30-27, 30-27, 30-27)
Combat poids paille : Jessica Penne bat Karolina Kowalkiewicz au 1er round (soumission, clef de bras)

### Carte pré-préliminaire
Catchweight (129 livres) : Manel Kape bat Ode' Osbourne au 1er round (KO, genou sauté et poings)
Combat poids coq : Miles Johns bat Anderson dos Santos au 3ème round (KO, poing)
Combat poids léger : Melissa Gatto bat Victoria Leonardo au 2è round (TKO, arrêt du médecin)
Combat poids coq : Johnny Muñoz Jr. bat Jamey Simmons au 2è round (soumission, étranglement arrière) 

## Récompenses
Les combattants suivants ont reçu des bonus de 50 000 $.
- Combat de la nuit : Rafael Fiziev vs. Bobby Vert
- Performance de la nuit : Ciryl Gane, Vicente Luque, Jessica Penne et Miles Johns